# Pari e baronetti dell'Australia
I Pari e baronetti australiani sono la nobiltà ereditaria associata all'Australia sin dalla fondazione della colonia britannica. Molti pari prestarono servizio come governatori della colonia australiana (stati e federazione).
Le onorificenze vengono concesse agli australiani per nascita i cui antenati fossero australiani o emigrati in Australia e spesso tali titoli fanno riferimento a località australiane come nel caso del visconte Bruce di Melbourne. Tali onorificenze vengono concesse dal sovrano del Commonwealth che è anche il sovrano del Regno Unito e pertanto tali onorificenze vengono proposte dal primo ministro australiano o del primo ministro del Regno Unito. 
Molti australiani hanno ricevuto pertanto delle parìe per servizi prestati al Regno Unito piuttosto che all'Australia.
La pratica di concedere onorificenze imperiali britanniche per servizi resi all'Australia si fermò quando Malcolm Fraser, l'ultimo primo ministro australiano a proporre nominativi per onorificenze imperiali, perse nel 1983 le elezioni contro Bob Hawke, il quale cercò di limitare le nomine unicamente alle onorificenze australiane. (I primi tentativi in questo senso erano già stati iniziati da Gough Whitlam, 1972-75.) 
Malgrado questa discontinuità di nomine a livello federale, gli stati individuali del Queensland e della Tasmania continuarono a proporre persone per le onorificenze imperiali sino al 1989.

## Australiani con parìe ereditarie
I seguenti pari ereditari sono o erano australiani di nascita o residenza.

### Duca
- Manchester: Alexander Montagu, XIII Duca di Manchester, nato in Australia nel 1962, è australiano dalla nascita; egli ad ogni modo ha risieduto per lungo tempo in California. È succeduto al ducato di suo padre nel 2002. Suo fratello minore, lord Kimble Montagu, è anch'egli cittadino australiano e suo erede presunto al ducato.[1] È un professore all'Università di Monash.

### Conte
- Dunmore: Malcolm Murray, XII conte di Dunmore nato in Tasmania nel 1946 e dove ha vissuto tutta la vita.
- Lincoln: Robert Edward Fiennes-Clinton, XIX conte di Lincoln è il capo del ramo della casata dei Fiennes-Clinton, oggi residente a Perth, Australia Occidentale.
- Loudoun: Simon Abney-Hastings, XV conte di Loudoun nato in Australia in 1974. Nel 2004, il documentario televisivo Britain's Real Monarch ha presentato la tesi secondo la quale egli sarebbe il legittimo re d'Inghilterra. Vive a Wangaratta, Victoria, ed è succeduto a suo padre nel 2012.
- Portarlington: VII ed attuale Conte di Portarlington tiene residenza a Sydney ed a Melrose, in Scozia.[2]
- Stradbroke: Robert Keith Rous, VI conte di Stradbroke vive a Victoria.
- Wilton: Francis Egerton Grosvenor, VIII conte di Wilton vive a Victoria ed è socio del Victorian Opera. Come i suoi parenti, molti dei quali hanno il cognome di Egerton-Warburton, è erede del titolo di baronetto Egerton (creato nel 1617).

### Visconte
- Bolingbroke e St John: Nicholas Alexander Mowbray St John, IX visconte Bolingbroke vive a Sydney. Egli è anche X visconte St John e XIII baronetto di Lydiard Tregoze.
- Bruce di Melbourne: Stanley Bruce divenne primo ministro australiano nel 1923, mantenendo tale incarico per sei anni e mezzo. Divenne successivamente Alto Commissario per il Regno Unito dove rimase per i successivi tredici anni. Nel 1947 divenne Visconte Bruce di Melbourne, di Westminster Gardens nella City di Westminster. Senza eredi, la viscontea si estinse alla sua morte.

### Barone
- Baillieu: Sir Clive Baillieu nato in Australia ed educato alla Camberwell Grammar School, alla Melbourne Grammar School ed all'Università di Melbourne, prima di spostarsi nel Regno Unito dove ha continuato i suoi studi al Magdalen College di Oxford. Ottenne la parìa ereditaria nel 1953, come I barone Baillieu, di Sefton nel Commonwealth dell'Australia e di Parkwood nella Contea del Surrey. Morì a Melbourne nel 1967 e venne succeduto da suo figlio William come II barone Baillieu. L'attuale detentore del titolo, James William Latham Baillieu, III barone Baillieu, ha residenza sia a Londra che a Melbourne.
- Chesham: Charles Cavendish, VII barone Chesham nato a Sydney ed educato alla The King's School, Parramatta ha fatto ritorno nel Regno Unito.
- Lindsay di Birker: James Lindsay, III barone Lindsay of Birker (n. 1945) è un diplomatico australiano che presta servizio in Cile, Laos, Bangladesh, Venezuela, Pakistan and Kenya. È succeduto a suo padre nel 1994
- Robinson: Roy Robinson, I barone Robinson (1883-1952) nato nell'Australia meridionale e morto in Canada. Visse gran parte della sua vita nel Regno Unito dove ottenne il cavalierato per il suo servizio a favore della protezione delle foreste nel 1931, ed elevato nella parìa nel 1947 come I barone Robinson, di Kielder Forest nella Contea del Northumberland e di Adelaide nel Commonwealth d'Australia. Non avendo avuto figli sopravvissutigli la baronìa si estinse alla sua morte.
- Stratheden e Campbell: David Campbell, VII barone Stratheden e Campbell nato Rockhampton nel 1963 succedette a suo nonno nel 2011. Vive a Sunshine Coast.

## Australiani con parie a vita
Alcuni australiani sono stati creati pari a vita (baroni) del Regno Unito:
- James Atkin (1867-1944) nato a Brisbane. Prestò servizio come giudice della divisione di King's Bench della High Court of England and Wales, e nel 1928 venne nominato lord. Prese il titolo di Barone Atkin, di Aberdovey, nella contea di Merioneth.[3]
- Alec Broers (n. 1938), già vice cancelliere dell'Università di Cambridge, venne nobilitato nel 2004. Venne creato Barone Broers, di Cambridge nella Contea del Cambridgeshire
- Richard Casey (1890-1976) parlamentare australiano nel 1960 accettò la paria a vita divenendo Barone Casey, di Berwick nello Stato di Victoria e nel Commonwealth d'Australia, e della City di Westminster, e prese seggio nella Camera dei Lords. Nel 1965 venne nominato governatore generale dell'Australia.
- Sir Howard Florey (1898-1968) venne creato pari a vita nel 1965 col titolo di Barone Florey, di Adelaide nello Stato dell'Australia Meridionale e del Commonwealth d'Australia e di Marston nella Contea di Oxford. Sia Florey che lo scopritore della penicillina, Sir Alexander Fleming, ottennero il cavalierato nel 1944. La concessione a Florey della paria fu dovuto al fatto che tale dispensazione consentì il salvataggio di milioni di vite durante la Seconda guerra mondiale.
- Trixie Gardner (1927-2024), dentista e politica conservatrice, ottenne la paria a vita come Baronessa Gardner di Parkes nello Stato del Nuovo Galles del Sud e nel Commonwealth d'Australia, e di Southgate nella Grande Londra, il 19 giugno 1981.[4] Essa era l'unica pari australiana di nascita ed era l'ultima ad aver ricevuto una paria con riferimento ad una località australiana.
- Robert Hall (1901-1988), consigliere economico del Regno Unito nato in Australia (1953-61) fu membro della Britain's Economic Planning Board (1947-61), e nel 1969 venne creato pari a vita col titolo di Barone Roberthall, di Silverspear nello Stato del Queensland e nel Commonwealth d'Australia e di Trenance nella Contea di Cornovaglia.[5][6]
- Sir Robert May (n. 1936), Chief Scientific Adviser del Governo, Presidente della Royal Society e professore a Sydney, Princeton, Oxford ed all'Imperial College di Londra, venne creato pari a vita nel 2001. Dopo che la sua iniziale richiesta di titolazione come "Barone May di Woollahra" venne rigettata dal gabinetto del primo ministro australiano, scelse il titolo di Barone May di Oxford, di Oxford nella Contea dell'Oxfordshire.
- Augustus Uthwatt (1879-1949), giudice di nascita australiana, fu giudice della Chancery Division della High Court of Justice; Lord of Appeal in Ordinary; Consigliere Privato; nel 1946 ottenne il titolo di Baron Uthwatt, di Lathbury, nella Contea di Buckingham.

## Governatori generali dell'Australia che furono pari inglesi
Alcuni governatori generali dell'Australia furono anche pari ereditari britannici pur non essendo pari australiani:
| Nome                   | Titolo all'incarico       | Titolo alla morte        | Note |
| ---------------------- | ------------------------- | ------------------------ | --- |
| John Hope              | VII conte di Hopetoun     | I marchese di Linlithgow | Venne creato marchese di Linlithgow nell'ottobre del 1902, dopo aver lasciato l'Australia, ma prima fu governo generale sino al gennaio del 1903. |
| Hallam Tennyson        | II barone Tennyson        | II barone                | |
| Henry Northcote        | I barone Northcote        | I barone Northcote       | |
| William Ward           | II conte di Dudley        | II conte di Dudley       | |
| Thomas Denman          | III barone Denman         | III barone Denman        | |
| Henry Forster          | I barone Forster          | I barone Forster         | |
| John Baird             | I barone Stonehaven       | I visconte Stonehaven    | Venne elevato alla paria dopo la sua nomina a governatore generale, ma prima di poter prendere effettivamente l'incarico assegnatogli.            |
| Alexander Hore-Ruthven | I barone Gowrie           | I conte di Gowrie        | |
| Principe Enrico        | I duca di Gloucester      | I duca di Gloucester     | Figlio terzogenito di re Giorgio V. |
| William Morrison       | I visconte Dunrossil      | (morto in carica)        | |
| William Sidney         | I visconte De L'Isle      | I visconte De L'Isle     | |
| Ronald Munro Ferguson  | Sir Ronald Munro Ferguson | I visconte Novar         | Venne elevato alla paria come I visconte Novar dopo aver finito l'incarico.                                                                       |

## Baronetti australiani
I seguenti australiani hanno ottenuto o ereditato una baronettia:

### Baronetti Barnewall di Crickstown
Tale baronettia esiste tutt'oggi. Il primo titolato fu John Aylmer Barnewall emigrato in Australia nel 1840., morì ad Upper Thornton, Victoria nel 1890. Nel 1909, suo figlio Kohn Robert Barnewall gli succedette alla baronettia come XI baronetto. Il XIII ed attuale baronetto, Sir Reginald Robert Barnewall, nato nel 1924 ed educato allo Xavier College di Melbourne, è succeduto a suo padre nel 1961 e vive a Mount Tamborine, nel Queensland.

### Baronetti Clarke di Rupertswood
Sir William John Clarke I baronetto (1882, Colonia di Victoria)
Tale baronettia esiste tutt'oggi. Il IV ed attuale baronetto, Sir Rupert Grant Alexander Clarke (n. 1947), vive a Victoria.

### Baronetti Cooper di Woollahra
Sir Daniel Cooper, I baronetto (1863, Colonia del Nuovo Galles del Sud)
Tale baronettia esiste tutt'oggi. Attualmente il titolo è detenuto da Sir William Daniel Charles Cooper, VI baronetto

### Baronetti Henry di Parkwood
Sir Charles Solomon Henry, I baronetto (1860-1919) fu un mercante e uomo d'affari australiano che visse prevalentemente in Gran Bretagna e sedette tra i liberali come membro del parlamento nella Camera dei Comuni dal 1906 alla sua morte. Non ebbe eredi.
Tale baronettia è estinta.

### Baronetti Lauder di Fountainhall, Haddingtonshire
- Sir Piers Robert Dick Lauder, XIII baronetto, n. 3 ottobre 1947 a Nicosia, Cipro, dove suo padre era in servizio nel British Army. Dal 1974 al 2006, Lauder fu un programmatore e Computer Systems Officer nel Basser Department of Computer Science della Sydney University, Nuovo Galles del Sud, Australia.[8][9] Tale baronettia è esistente tutt'oggi.

### Baronetti Nicholson di Luddenham
Sir Charles Nicholson, I baronetto (1859, Colonia del Nuovo Galles del Sud)
Tale baronettia è estinta.

### Baronetti O'Loghlen di Drumcanora
- Sir Bryan O'Loghlen, III baronetto (1828-1905), emigrato a Victoria nel 1862 venne nominato Crown Prosecutor nel 1863. Egli succedette alla baronettia alla morte di suo fratello maggiore nel 1877. Tenne seggio alla Victorian Legislative Assembly dal 1878 al 1883, e fu primo ministro dello Stato di Victoria dal 1881 al 1883. Si unì nuovamente alla Legislative Assembly nel 1888, mantenendo la sede sino al 1900.
- Sir Colman Michael O'Loghlen, VI baronetto (1916-2014), educato allo Xavier College di Melbourne succedette alla baronettia nel 1951.
- Michael O'Loghlen, Q.C., è figlio del VI baronetto ed erede del titolo alla morte di suo padre.

### Baronetti Samuel di Nevern Square
- Sir Saul Samuel, I baronetto (1820-1900)
- Sir Edward Levien Samuel, II baronetto (1868-1937)
- Sir Edward Louis Samuel, III baronetto (1896-1961)
- Sir John Oliver Cecil Samuel, IV baronetto (1916-1962)
- Sir John Michael Glen Samuel, V baronetto (n. 1944)

### Baronetti Trollope di Casewick
- Sir Gordon Clavering Trollope, XV baronetto (29 ottobre 1885 – 18 ottobre 1958), nacque a Sydney e frequentò il Newington College (1898-1901).
- Sir Anthony Owen Clavering Trollope, XVI baronetto (15 January 1917 – 1987), figlio primogenito del XV baronetto, nacque a Sydney e frequentò la North Sydney Boys High School.
- Sir Anthony Simon Trollope, XVII baronetto (n. 31 agosto 1945) nacque a Sydney e frequento la North Sydney Boys High. Sposato con due figlie.
- L'erede presunto alla baronettia è Hugh Irwin Trollope (n. 31 marzo 1947), sposato con un figlio e due figlie.

### Baronetti Way di Montefiore
Sir Samuel James Way, I baronetto (1836-1916; concessione del 1899, Colonia dell'Australia Meridionale)
La baronettia è estinta.